# Miklós Gaál
Miklós Gaál (ur. 13 maja 1981 w Celldömölku) – węgierski piłkarz, grający na pozycji lewego obrońcy.
W swojej karierze grał w: Haladásie Szombathely, Pécsi MFC, Újpescie Budapeszt, Zalaegerszegi TE, CS Marítimo, Hajduku Split, Amkarze Perm, Wołdze Niżny Nowogród, Sławii Sofia i ponownie w Pécsi MFC. Nigdy nie zagrał w seniorskiej reprezentacji Węgier.